# Setodes akutsita
Setodes akutsita är en nattsländeart som beskrevs av Schmid 1987. Setodes akutsita ingår i släktet Setodes och familjen långhornssländor. Inga underarter finns listade i Catalogue of Life.